# Kompilation (Musik)
Eine Kompilation (englisch compilation [ˌkɒmpɪˈleɪʃn̩], Verb: to compile, ‚zusammentragen‘, ‚sammeln‘) oder ein Sampler ist in der Musikindustrie die Zusammenstellung von Musikstücken auf Tonträger in Zweitverwertung.

## Inhalt
Kompilationen sind Zusammenstellungen von Musiktiteln in der Wahrnehmung von Zweitverwertungsrechten, wenn also eine Erstverwertung bereits stattgefunden hat (möglicherweise durch andere Musiklabels). Beispiele für derartige Kompilationen sind etwa regelmäßige Auskopplungen aktueller Hitparaden-Titel (Chart-Hits wie Bravo Hits), das Zusammenstellen von Titeln eines bestimmten Musikgenres (Filmmusik), eines Interpreten (zum Beispiel Best-of- oder Greatest-Hits-Alben), einer Musikepoche (Evergreens) oder eines Musiklabels bzw. einer Musikzeitschrift.
Anlässe sind auch Jubiläen oder saisonale Schwerpunkte (Sommerhits) sowie Veröffentlichungen im Rahmen von Veranstaltungen wie Musikfestivals (Woodstock-Festival). Die Bezeichnung Sampler lässt sich von der Kompilation nicht scharf trennen und wird zumeist inhaltlich deckungsgleich verwendet. Der Musikwissenschaftler Tibor Kneif nutzt den Begriff Sammelplatte (Sampler), auf die der beschriebene Inhalt einer Kompilation zutrifft.

## Nutzen
Die Zweitverwertung führt zunächst in der Musikindustrie zur Erhöhung der Tantiemen bei den beteiligten Komponisten, Textern, Musikverlagen, Plattenlabels und Künstlern, weil sie eine erneute Veröffentlichung bedeutet. Die Rendite einer Zweitverwertung ist bereits deswegen höher, weil keine Produktionskosten mehr anfallen. Auch Walter Koch setzt im zitierten Werk Sampler und Kompilation als Bündelung von verschiedenen Titeln gleich.
Zweitverwertung heißt jedoch auch, dass seit der Erstveröffentlichung bereits einige Zeit vergangen ist, möglicherweise sogar Jahrzehnte. Das erfordert eine spezifische Kampagnevermarktung mit intensiver Werbung zu einem bestimmten Zeitpunkt. Auf der Nachfragerseite besteht der Nutzen darin, dass der Käufer nicht auf den Erwerb mehrerer Tonträger angewiesen ist, auf die der Inhalt der Kompilation verteilt ist. Zudem ist sie geeignet, einem Käufer lediglich den Querschnitt vom Schaffen eines Interpreten zu vermitteln oder die Gelegenheit zu bieten, nicht mehr im aktuellen Katalog angebotene Titel zu erwerben (Oldie-Sampler). In dieser Form ist die Kompilation immer eine Bündelung von Titeln, die in dieser Konstellation noch nie erschienen sind.

## Kompilationstypen
- Greatest Hits, Best-of: Kompilation der populärsten Titel eines Künstlers; aus verkaufsanimierenden Gründen enthält diese Form von Zusammenstellung inzwischen auch häufiger einige Titel in Erstveröffentlichung, um Käufer zu werben, die eventuell das zweitverwertete Material bereits besitzen.

Beispiele: The Beatles: A Collection of Beatles Oldies, Tupac Shakur: Greatest Hits, Bruce Springsteen: Greatest Hits, ABBA: ABBA Gold – Greatest Hits
- Singles Collection: Kompilation von bis dahin nur auf Singles (oder EPs) erschienenen Titel eines Künstlers; eine Variation ist die Kompilation von sogenannten Raritäten, meist weniger bekannte Titel der B-Seite von Schallplatten-Singles

Beispiel: The Rolling Stones: Singles Collection: The London Years
- Weitere Kompilationen zu einem einzelnen Interpreten sind beispielsweise Zusammenstellungen von bekannten Titeln aus Radio-Sessions, Livemitschnitten oder Film-Soundtracks, aber auch die Wiederveröffentlichung mehrerer vollständiger EPs auf einem Tonträger

Beispiele: The Beatles: Live at the BBC, Miles Davis: Live in Europe 1967: The Bootleg Series Vol. 1, Miles Davis Volume 1
- Konzeptkompilation, Themenkompilation, Mottokompilation: Zusammenstellung von Titeln meist unterschiedlicher Interpreten eines bestimmten Themas wie z. B. von Weihnachtsliedern oder Liebesliedern, ebenso Zusammenstellung unterschiedlicher Künstler eines Genres, teilweise auch von Instrumentalisten eines Instruments sowie weitere Formen eines nachvollziehbaren Konzepts wie die Kompilation von einschlägigen Titeln eines einzelnen Jahrzehnts.

Beispiele: The Jazz Scene, Weird Nightmare: Meditations on Mingus
- Best-of topaktueller Hits diverser Interpreten: Diese Form von Zusammenstellung greift meist jüngst erschienene, aktuell erfolgreiche Singles auf und kombiniert sie auf einem Tonträger, meist aber in Form einer Doppel-CD.

Beispiele: Bravo Hits, Fetenhits, Ballermann-Hits
- Sampler: Eine aus werbetechnischen Absichten eines Labels zusammengestellte künstlerübergreifende oder künstlerspezifische Titelauswahl, meist in Form eines kostengünstigen Angebots

Beispiele: Chicago/The Blues/Today!, Chronik 2, Deluxe Records – Let’s Go!